# علی‌اصغر محمدی
علی‌اصغر محمدی دیپلمات اهل ایران و سفیر پیشین جمهوری اسلامی ایران در کشور مالزی است.

## سوابق اجرایی
- سفیر ایران در فیلیپین ۱۳۹۴–۱۳۹۰
- سفیر ایران در مالزی ۱۴۰۲–۱۳۹۹[۵]